# Lady A
Lady A (wcześniej Lady Antebellum) – amerykański zespół country, uformowany w Nashville w 2006 roku. Trio składa się z Charlesa Kelleya (wokal), Dave'a Haywooda (poboczny wokal, gitara, fortepian i mandolina) oraz Hillary Scott (wokal).
Grupa zadebiutowała w 2007 roku, biorąc udział w nagraniu singla "Never Alone" z Jimem Brickmanem. Następnie zespół podpisał kontrakt z wytwórnią Capitol Records Nashville i wydał swoją pierwszą piosenkę, "Love Don't Live Here". Utwór, który uplasował się na 3. pozycji Hot Country Songs w maju 2008 roku, okazał się być pierwszym singlem, pochodzącym z debiutanckiego albumu grupy, Lady Antebellum. Płyta uzyskała platynowy status w Stanach Zjednoczonych za sprzedaż powyżej miliona egzemplarzy. W połowie 2009 roku opublikowany został "Need You Now", pierwszy singel z drugiego albumu Lady Antebellum, Need You Now.
W 2008 roku Lady Antebellum otrzymał wyróżnienie dla najlepszego debiutu według Country Music Association. Rok później formacja wygrała nagrodę Academy of Country Music dla najlepszego nowego zespołu. W 2010 roku ta sama akademia przyznała grupie trzy wyróżnienia: dla najlepszego zespołu wokalnego, piosenki roku ("Need You Now") i singla roku ("Need You Now"). Utwór ten znalazł się na soundtrack'u do gry "The Sims 3 Kariera". Lady Antebellum był czterokrotnie nominowany do nagród Grammy, wygrywając jedną statuetkę, dla najlepszego wykonania country duetu lub grupy ("I Run to You") w 2010 roku.

## Historia
Lady Antebellum został uformowany w 2006 roku, w Nashville przez Charlesa Kelleya, Dave'a Haywooda oraz Hillary Scott. Scott jest córką piosenkarki country Lindy Davis, natomiast bratem Kelleya jest wokalista Josh Kelley. W 2005 roku Charles przeprowadził się do Nashville z Winston-Salem w Północnej Kalifornii, gdzie pracował jako budowlaniec. Próbując sił w muzyce country, Kelley przekonał swojego przyjaciela ze szkolnych lat, Haywooda, do przyjazdu do Nashville. Krótko po tym, Scott spotkała Charlesa w klubie muzycznym, przypominając sobie, że widziała jego profil na MySpace. Między dwójką wywiązała się konwersacja, a Kelley zaproponował, by Hillary dołączyła do niego i Haywooda w nowym zespole, który zyskał nazwę Lady Antebellum. Trio zaczęło występować w lokalnych obiektach w Nashville, aż do lipca 2007 roku, kiedy zespół podpisał kontrakt z wytwórnią Capitol Records. W wywiadzie dla Sirius Satellite Radio, Scott przyznała, że w przeszłości dwukrotnie próbowała dostać się do popularnego programu American Idol, jednak bez skutków.

### 2007–2008:Lady Antebellum

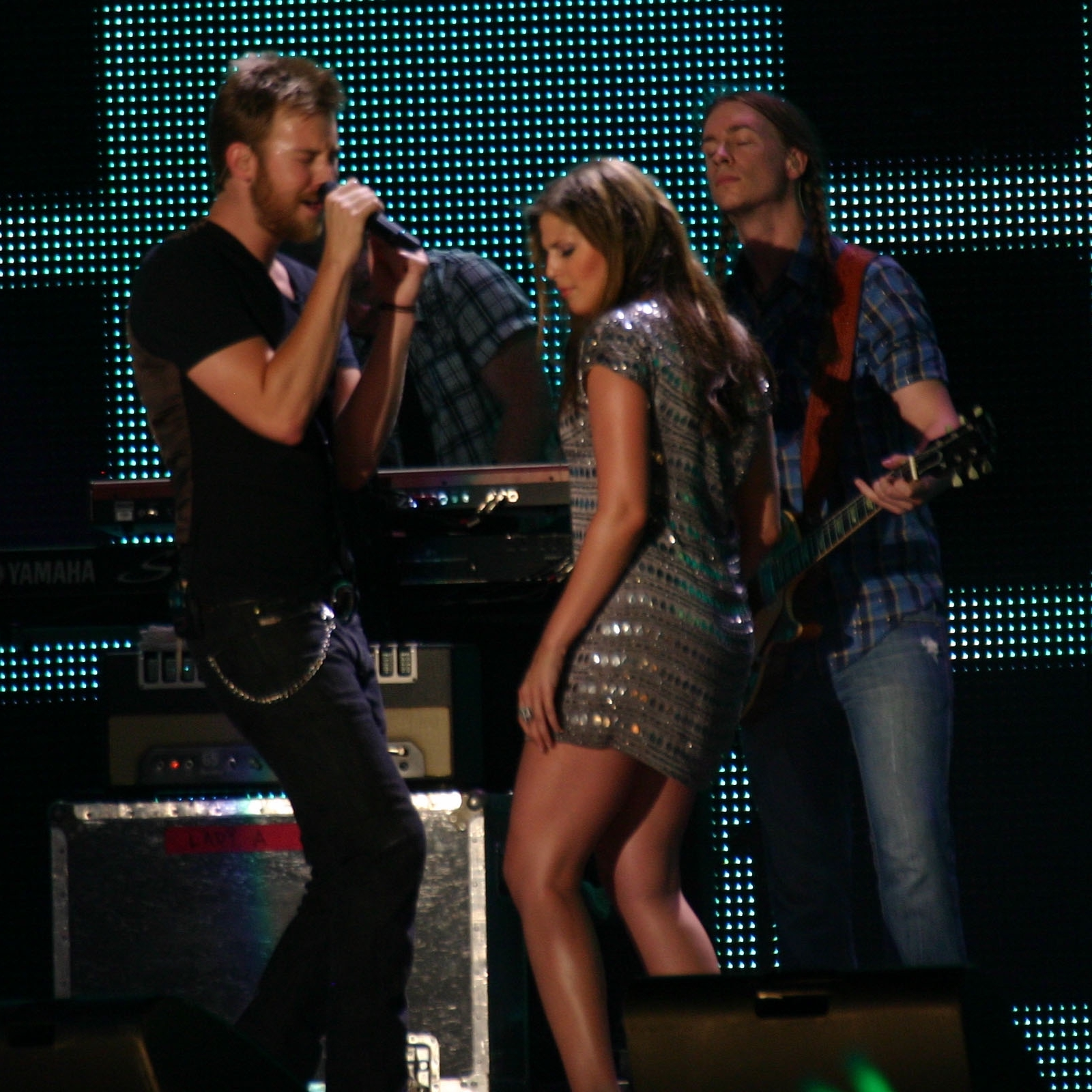
Lady Antebellum podczas koncertu w 2008 roku (z lewej Charles Kelley, z prawej Hillary Scott).

Krótko po podpisaniu kontraktu z wytwórnią, Jim Brickman wybrał Lady Antebellum, aby zespół wziął udział w nagrywaniu jego singla "Never Alone". W 2007 roku grupa napisała również piosenkę do serialu MTV Wzgórza Hollywood.
Debiutancki singel zespołu, "Love Don't Live Here", ukazał się we wrześniu 2007 roku, a w grudniu premierę miał towarzyszący mu wideoklip. Piosenka była głównym singlem pierwszego albumu grupy, Lady Antebellum. Wydana 15 kwietnia 2008 roku, Lady Antebellum była pierwszą płytą nowego artysty w historii, która zadebiutowała na szczycie listy Billboard Top Country Albums.
Drugi singel z albumu, "Lookin' for a Good Time", został wydany w czerwcu 2008 roku i uplasował się na 11. pozycji Hot Country Songs. Jednocześnie zespół został supportem podczas trasy koncertowej Waking Up Laughing Tour Martiny McBride. W 2008 roku premierę miał album AT&T Team USA Soundtrack, wspierający reprezentantów Stanów Zjednoczonych na Letnich Igrzyskach Olimpijskich w Pekinie, na którym wydany został utwór "I Was There" Lady Antebellum. "I Run to You", trzeci oficjalny singel, był pierwszym utworem zespołu, który zajął 1. miejsce listy Hot Country Songs.
Album Lady Antebellum uzyskał status dwukrotnej platyny w Stanach Zjednoczonych za sprzedaż powyżej dwóch milionów kopii.

### od 2009:Need You Now
W sierpniu 2009 roku Lady Antebellum wydał czwarty singel, "Need You Now", pochodzący z albumu pod tym samym tytułem. Utwór zadebiutował na 50. miejscu Billboard Hot Country Songs, ostatecznie awansując na 1. pozycję. Dodatkowo piosenka uplasowała się na 2. miejscu Billboard Hot 100. Drugi singel, "American Honey", miał premierę w amerykańskich stacjach radiowych 11 stycznia 2010 roku.
Need You Now zadebiutował na szczycie Billboard 200 oraz Top Country Albums, rozchodząc się w pierwszym tygodniu w 480.922 egzemplarzy. Cztery tygodnie po premierze, album uzyskał platynowy status za sprzedaż powyżej miliona kopii.
28 kwietnia 2010 roku Lady Antebellum wykonał "Need You Now" w programie American Idol.

## Nagrody i nominacje

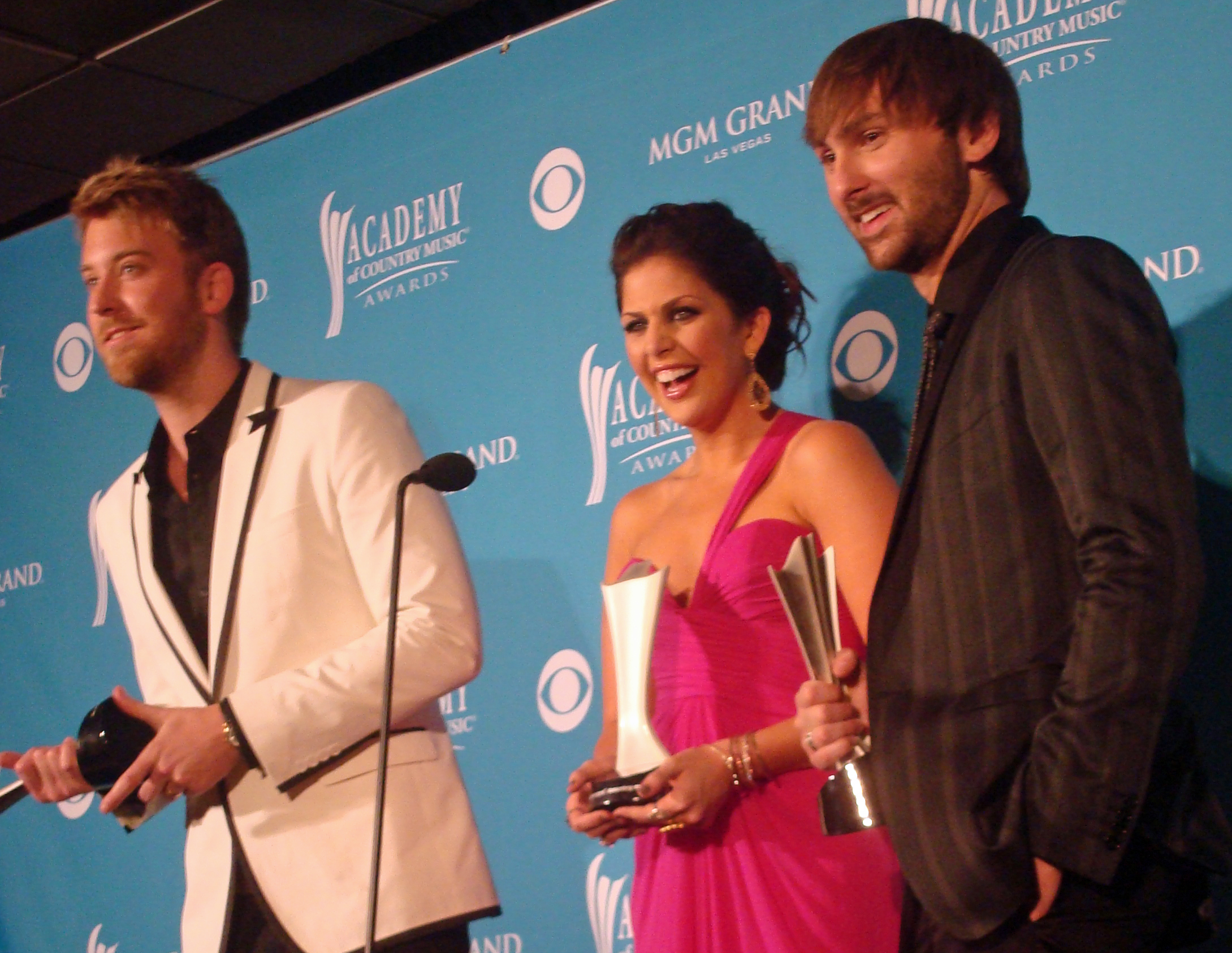
Lady Antebellum na gali Academy of Country Music Awards w kwietniu 2010 roku.

| Rok  | Nagroda                          | Kategoria                                                         | Wynik     |
| ---- | -------------------------------- | ----------------------------------------------------------------- | --------- |
| 2008 | Academy of Country Music         | Najlepszy debiut duetu lub grupy                                  | Wygrana   |
| 2008 | Country Music Association Awards | Najlepszy debiutancki artysta roku                                | Wygrana   |
| 2009 | CMT Music Awards                 | Wideoklip roku — "Lookin' for a Good Time"                        | Nominacja |
| 2009 | CMT Music Awards                 | Wideoklip roku zespołu — "Lookin' for a Good Time"                | Nominacja |
| 2009 | CMT Music Awards                 | Wideoklip roku debiutanckiego artysty — "Lookin' for a Good Time" | Nominacja |
| 2009 | Grammy                           | Najlepszy nowy artysta                                            | Nominacja |
| 2009 | Grammy                           | Najlepsze wykonanie country duetu lub grupy                       | Nominacja |
| 2009 | Country Music Association Awards | Singel roku — "I Run to You"                                      | Wygrana   |
| 2009 | Country Music Association Awards | Wokalna grupa roku                                                | Wygrana   |
| 2010 | Grammy                           | Najlepsze wykonanie country duetu lub grupy — "I Run to You"      | Wygrana   |
| 2010 | Grammy                           | Najlepsza piosenka country — "I Run to You"                       | Nominacja |
| 2010 | Academy of Country Music         | Najlepsza wokalna grupa roku                                      | Wygrana   |
| 2010 | Academy of Country Music         | Album roku — Lady Antebellum                                      | Nominacja |
| 2010 | Academy of Country Music         | Nagranie roku — "Need You Now"                                    | Wygrana   |
| 2010 | Academy of Country Music         | Piosenka roku — "Need You Now"                                    | Wygrana   |
| 2010 | Academy of Country Music         | Wideoklip roku — "Need You Now"                                   | Nominacja |
| 2010 | CMT Music Awards                 | Wideoklip roku — "Need You Now"                                   | Nominacja |
| 2010 | CMT Music Awards                 | Wideoklip roku zespołu — "American Honey"                         | Nominacja |
| 2010 | CMT Music Awards                 | Wideoklip roku zespołu — "Need You Now"                           | Wygrana   |
| 2010 | CMT Music Awards                 | Występ na żywo roku — "Lookin' for a Good Time"                   | Nominacja |

2011 Grammy
| Nagranie Roku-"Need You Now" wygrana
| Piosenka Roku-"Need You Now" wygrana
| Najlepszy Utwór-Country-"Need You Now" wygrana
| Najlepsze Wykonanie Country przez grupę-"Need You Now" wygrana
| Najlepszy Album Country-"Need You Now" wygrana

## Dyskografia
- Lady Antebellum (2008)
- Need You Now (2010)
- Own The Night (2011)